# Talloires
Talloires és un municipi francès, situat al departament de l'Alta Savoia i a la regió d'Alvèrnia-Roine-Alps.

## Persones il·lustres
- Claude Louis Berthollet, químic (s.XVIII-XIX).